# Ворота Немцев
Ворота Немцев (фр. Porte des Allemands) — единственные сохранившиеся ворота в городе Меце. 3 декабря 1966 были классифицированы как исторический памятник.

## Общая информация
Ворота Немцев совмещены с укреплённым мостом, перекинутым через реку Сейль неподалёку от моста Анри-де-Ранконваль. Рядом проходит бульвар Андре Мажино, который был разбит в начале XX века на месте городских стен. В то время ворота были архитектурной доминантой восточной стены на расстоянии 1200 м, от ворот Мазелль до ворот Сент-Барб. Ворота Немцев являются частью более крупного ансамбля — сохранившихся укреплений Меца, протянувшихся на семь километров. Настоящая крепость, снабжённая башнями, зубчатыми стенами и машикулями, эти ворота получили своё имя по немецким рыцарям (тевтонцам или госпитальерам), которые основали неподалёку госпиталь, разрушенный в 1552 году при осаде Меца Карлом V.

## История
Первые ворота на этом месте были построены в 1230 году и состояли из двух относительно узких круглых башен, соединённых в виде стрельчатой арки; их задачей была защита моста, перекинутого через Сейль и соединявшего город с сельской местностью. В 1445 году в дополнение к ним были возведены две новые, более мощные башни. Архитектором был Анри де Бюсдорф, о чём свидетельствует надпись над выходом из правой башни: «Анри де Бюсдорф и де Ранконваль был главным мастером этого сооружения в 1445» (фр. Henry de Busdorf et de Ranconval fut de cet ouvraige maistre principal en 1445). Рядом видны следы гербового щита, на котором был изображён инструмент зодчего. Башни ворот возвышаются над Сейлью на высоту 28 метров. Стены, чья толщина достигает 3,5 м, были возведены с учётом угрозы применения артиллерии. Между 1480 и 1550 гг. был укреплён и мост; к оборонительным сооружениям добавились бойницы и башенки. Этой эпохой датируются и два корпуса с крутыми арочными сводами. Надпись на арке сообщает, что её нанёс «сеньор Филипп д’Экс, хозяин и комендант сооружения в 1529» (фр. Sr. Philippe d’Ex maistre et gouverneur de l’ouvraige en 1529). Филипп д’Эш, или д’Экс, владелец поместья Нёвшатель-деван-Мец, был мастером-эшевеном (мэром, фр. maître-échevin) города Меца в 1502 и 1527 гг. В это же время с внешней стороны ворот появились скульптуры людей и зверей. В 1552 году, после осады Меца Карлом V, постройки были объединены в одно сооружение. Подобно другим мостам, мост при воротах теперь был снабжён решёткой, способной преградить дорогу через реку.
В 1674 Вобан построил с внешней стороны укреплений ещё одни ворота, меньшего размера, которые не сохранились до наших дней. В 1858—1860 гг. верхняя часть ворот впервые была отреставрирована. В 1891—1892 гг. немецкие власти вновь отреставрировали ворота, в том числе верхнюю часть стен. В это же время появились неоготические зубцы со стороны города и башенка, примыкающая к одной из башен XIII века. Одним из реставраторов был немецкий архитектор Пауль Торнов, который также принимал участие в частичной перестройке Мецского собора. Старый мост, примыкавший к воротам, был разрушен в 1944 году в ходе союзных бомбардировок. Впоследствии его восстановили вблизи от того места, где он находился прежде.

## Использование
На протяжении всего средневековья ворота успешно выполняли свою функцию, ограничивая проход в город со стороны Саара. В Новое время они потеряли своё значение, но сохранились без особого ущерба. В XIX веке мецская общественность выступала против сноса ворот, а в 1900 они стали собственностью города Меца. В это время ворота были частично преобразованы в музей, в котором до 1918 года находилась археологическая коллекция, собранная на местах исчезнувших кварталов, снесённых ворот и стен. На первом и втором этажах находились документы, печатные источники и гравюры по истории Меца, начиная с римской эпохи. Также здесь размещались печати, монеты и медали войны 1870 года, лотарингские костюмы и мебель, а также гильотина «Луиза» (La Louise), применявшаяся в 1793 году на площади Комедии.